# Десятък
Десятъкът е един от основните български данъци, плащан от Средновековието до началото на 20 век.
Според него селяните са облагани с една десета част от земеделските продукти и дребния домашен добитък. Той е натурален данък, но в отделни моменти от развитието на българската държава е събиран и в пари.
След падането на България под османска власт десятъкът се запазва, наречен е юшур и обхваща всички земеделски произведения. След Освобождението десятъкът продължава да бъде събиран и е утвърден като важен приходоизточник със Закон за десятъка от 1880 г.
През 1882 г. данъкът е трансформиран в паричен, като се изчислява въз основа на средния добив и действащите пазарни цени. През 1895 г. със закон на мястото на десятъка се въвежда поземлен данък, който се плаща на единица площ в зависимост от качеството на земята.
Правителството на Тодор Иванчов (1899–1901 г.) решава да заздрави финансовото състояние на държавата чрез замяната на поземления данък с омразния на българския народ от времето на османската власт натурален десятък. Още по времето на обсъждането на законопроекта в X обикновено народно събрание започва неорганизирано селско движение срещу възстановяването на натуралния данък.
В периода от лятото на 1899 г. до началото на 1900 г. са организирани над 190 протестни митинги и събрания. След приемането на Закона за данъка на земните произведения за 1900–1901 г. селското недоволство прераства в открити бунтове. Те се преплитат с движението за изграждане на самостоятелна земеделска партия.
Първият сблъсък става във Варна. Организираният на 5 март 1900 г. от Варненския околийски земеделски комитет митинг завършва с въоръжена намеса на полицията и войската. Във Варна е въведен полицейски час.
В Русенски окръг сражения между селяните и войската стават в с. Тръстеник, където се събират четири-пет хиляди души от съседните села. Правителството е принудено на 21 април да обяви военно положение в Русенска, Разградска, Търновска, Горнооряховска и Свищовска околия, за да се справи със селските бунтове.
Движението против десятъка придобива масов характер и в Балчишка околия. Най-големи са сблъскванията в с. Дуранкулак, където след намесата на войската са ранени десетки селяни и убити около 90 души. На 5 юни 1900 г. правителството въвежда военно положение в Шуменски и Варненски окръзи. В селата, където селяните продължават да се съпротивляват, са изпратени войскови части. Всичко това довежда до прекратяване на движението срещу десятъка.
В резултат на бунтовете десятъкът е окончателно заменен с поземлен данък през 1901 г.